# 人心果
人心果，别称仁心果、赤鐵果、在台湾又称吳鳳柿、人參果、台语查某李仔、查某囡仔、英文称Sapodilla、马来文称Basiku或Buah Ciku、印尼文称Sawo、越南稱Hồng xiêm、寮國稱Lamood或Rarmood。是一种山欖科鐵線子屬的常綠中喬木。人心果之称来自广东，因縱剖面似人心而得。
人心果樹原產於美洲熱帶，結果時間很長，大概要用一年時間。而未成熟的果實帶青綠色，由于富含膠質及單寧酸，所以有點酸澀又帶膠質很黏牙，因此不太好吃，像吃有沙的口香糖。所以，一般只能採完全成熟的人心果。人心果樹身所含的乳汁稱為“樹膠”(Chicle)，從前是製造口香糖的主要原料。

## 特征

### 果實

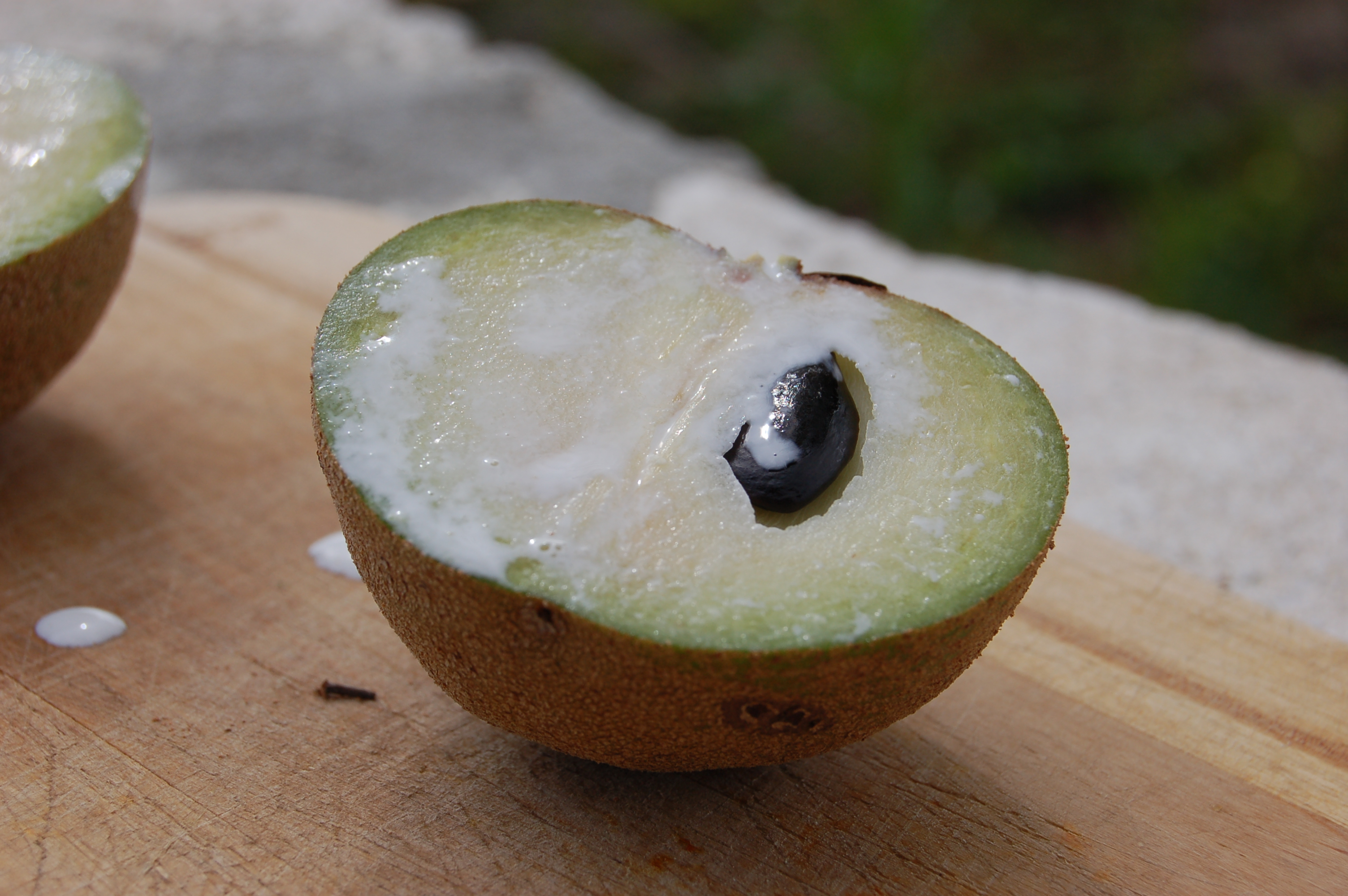
还没成熟的人心果

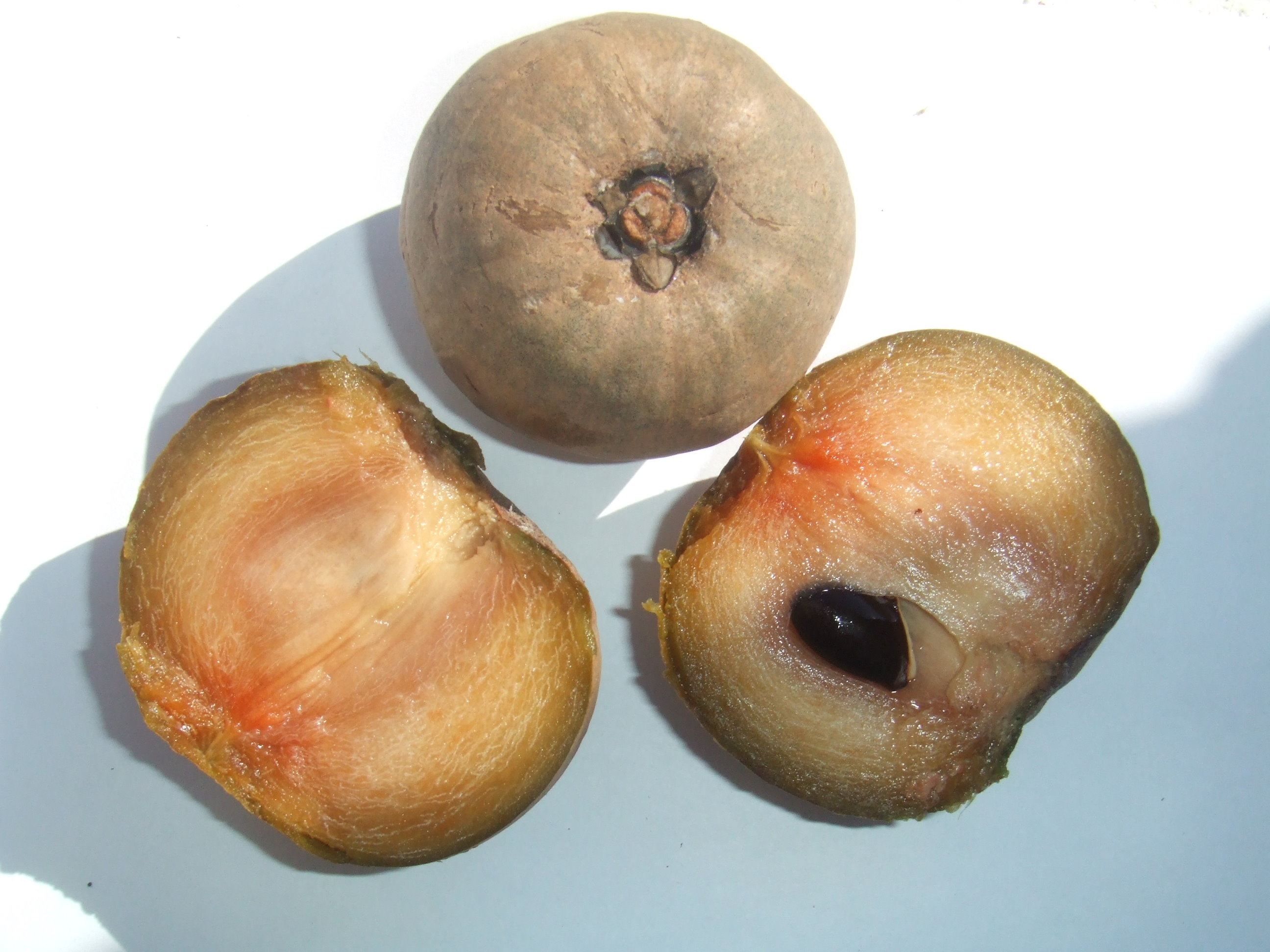
成熟的人心果

为漿果，单果重量约40到120公克。未成熟时皮青綠色，果皮有粗鱗片状，成熟后皮褐色、薄，有黃褐色纖毛。果形為球形或倒卵形。果肉淺褐色、半透明。果实軟熟後多汁，有石細胞（stone cells）。
人心果的种子扁圆，为黑褐至褐色，1到9枚，有光泽。种子在果内自中心成輻射狀排列、与果肉易分離，染色體數为2n = 26。
农业上，可按照果实大小和色泽分辨品种：
1. 以果实形状分类:圆形（又称巴子固）、椭圆形、顶凹形、扁形（又称糖子固）、变异形。
2. 以大小分类:大果形、中果形、小果型。
3. 以果肉颜色分类:青肉类、褐肉类。

在樹上採下來的人心果，放一個星期左右就會變軟熟，用手指按下去有點軟就可以吃了，皮褐色、果肉是黃褐色，軟熟後很多汁，非常甜，而果肉有點像吃梨子的感覺。可製為果子酒、果醬、果汁、果晶、果子露。
人心果含有多种维生素和丰富的葡萄糖和，对心脏病、肺病和血管硬化有辅助疗效。

### 葉
叶形为長橢圓形，綠色，全緣，叢生於莖頂。

### 枝干
成熟的枝为褐色；嫩枝有銹色茸毛。人心果全树的枝干内有白色胶汁，是制造香口胶的材料。

### 花
終年开花，主要花期在5月初到7月下旬，花为淡綠或白色。

## 产地
人心果原产美洲中部，即中美洲到墨西哥一带，隨著西班牙殖民菲律賓傳入亞洲。现代人心果在多个地区做为一种经济作物来种植，包括东南亚各国、中国的海南、广东、福建、广西、云南等省份、在台湾全岛都可看到，主要集中在嘉義及雲林二縣。

## 生产

### 种植
人心果树耐旱、耐風。热带或亚热带，于海拔500公尺以下的地區均可栽培。最为合适的土壤为砂土與砂壤土，石灰質土壤亦可。
繁殖方式有播種、嫁接、高壓等。

### 采收
人心果周年开花，故一年内有多次采收期。多数地区第一次采收期為每年的3到7月，第二次為9到11月。
人心果在还没有完全熟透，即皮呈黄褐色、果肉乳白色带绿，割破果柄流出的白色胶汁减少，而果肉尚硬时，便可采收。
人心果不可在过生时采收，虽然也会软化，但品质差；过熟采收则果实容易腐坏，不易贮藏运输，是以采收的时间需良好掌握，应采取先熟先采收，分期采收的做法。
还没熟透的果肉虽然尚硬，但果皮薄，易损伤，故需强调轻采、轻放及轻运。
采收时以剪刀剪断果柄，由于被果柄切口流出的白色胶汁会污染果面，剪果柄时应贴近果基部。而盛果容器最好以纸等材料逐层分隔，以免白色胶汁污染容器内各果果面

### 贮藏
刚采收的人心果肉质硬，富含胶质及单宁酸，难以食用，可存放5到7天软化后食用。温度越高，人心果软化越快。一般保持在摄氏20℃以上即可；要5天软化需保持室温30℃左右、7天软化则需25℃左右。
多商家利用采收至软化之间的时间，将果实运输至供应市场，运输时需注意良好的通风。
若要长期贮藏，效果最好的是温度1.7到3.3℃，相对湿度85%到90%的冷库中，可以贮藏8个星期，且保持品质。　

## 外部連結
- 人心果 Renxinguo （页面存档备份，存于） 藥用植物圖像資料庫 (香港浸會大學中醫藥學院) （繁體中文）（英文）